# Список аеродромів експериментальної авіації Росії

## Список аеродромів експериментальної авіації Росії.[1]
| Найменування аеродрому          | Експлуатант | Розмір ЗПС (довжина х ширина), м | Примітка |   |
| Арсеньєв                        | Арсеньївська авіаційна компанія «Прогрес» ім. М. І. Сазикіна | бетон 1300х28                    | - |   |
| Ювілейний (Байконур)            | АТ «ЦЕНКІ» | Залізобетон 4500х84              | Аеродром орендований Росією у Казахстана в складі комплексу «Байконур» на період до 2050 року, внесений до Державного реєстру аеродромів експериментальної авіації РФ. |   |
| Придача (Воронеж)               | ВАТ «Воронезьке акціонерне літакобудівне товариство» | Асфальтобетон 2400х50            | Поштова адреса: 394029, м. Воронеж, вул. Ціолковського |   |
| Раменське (Жуковський)          | АТ «Льотно-дослідний інститут імені М. М. Громова» | Цементобетон 5402х120            | | - |
| Иркутск-2                       | Філія ВАТ «Корпорація „Іркут“ Іркутський авіаційний завод» | Бетон 2500х60                    | Поштова адреса: 125315, м. Москва, Ленінградський проспект, буд. 68 |   |
| Борисоглібське (Казань)         | ФГУП «Казанське авіаційне виробниче об'єднання» | Бетон 3200х100                   | |   |
| Юдино (Казань)                  | ВАТ «Казанський вертолітний завод» | Асфальтобетон 450х60             | Поштова адреса: 420085, республіка Татарстан, вул. Тецевська 14 |   |
| Кіржач                          | ФГУП «НДІ парашутобудування» | Грунтова 1800х70                 | Поштова адреса: 601010, Володимирська область, м. Киржач, вул. Томаровича, буд. 32                                                                                     |   |
| Дзьомгі (Комсомольськ-на-Амурі) | ВАТ «Комсомольське-на-Амурі авіаційне виробниче об'єднання імені Ю. А. Гагаріна» | Бетон 2480х80                    | Поштова адреса:681018, Росія, Хабаровський край, Комсомольськ-на-Амурі, вул. Радянська, буд.1                                                                          |   |
| Воротинівка (Кумертау)          | ФГУП «Кумертауське авіаційне виробниче підприємство» | Грунтова 1800х100                | - |   |
| Третьякове (Луховиці)           | ФГУП "Російська літакобудівна корпорація «МіГ» | Бетон 3024х84                    | - |   |
| Салка (Нижній Тагіл)            | ФКП «Нижньотагільський інститут випробування металів» | Бетон 2500х40                    | Поштова адреса: 622015, м. Нижній Тагіл, Свердловська область, вул. Гагаріна, буд. 29                                                                                  |   |
| Міус (Саров)                    | Всеросійський науково-дослідний інститут експериментальної фізики | Бетон 1920x50                    | - |   |
| Сормово (Нижній Новгород)       | ОАО "Нижегородский авиационный завод «Сокол» | Бетон 2997х68                    | - |   |
| Єльцовка (Новосибірськ)         | ФГУП «Сибірський науково-дослідний інститут авіації ім. С. А. Чаплигіна С. А. Чаплигіна\|ФГУП „Сибірський науково-дослідний інститут авіації ім. С. А. Чаплигіна“. С. О. Чаплигіна», ВАТ "Льотно-дослідний центр «Німбус», ВАТ «Новосибірське авіаційне виробниче об'єднання імені В. П. Чкалова» | Бетон 3314х78                    | - |   |
| Північний (Омськ)               | ФГУП ВО «Політ» | Бетон 3022х81                    | - |   |
| Північний (Ростов-на-Дону)      | ВАТ «Роствертол» | Грунтова 1210х125, штучна 250х60 | - |   |
| Безім'янка (Самара)             | ОАО «Авиакор» | Бетон 3600х90                    | - |   |
| Північний (Смоленськ)           | Смоленський авіазавод | Бетон 2500х49                    | - |   |
| Стара Русса                     | ВАТ «123 авіаремонтний завод» | 2002х40                          | - |   |
| Південний (Таганрог)            | Таганрозький авіаційний науково-технічний комплекс імені Г. М. Берієва | Бетон 2807х56                    | - |   |
| Східний (Улан-Уде)              | ВАТ «Улан-Уденський авіаційний завод» | Залізобетон 3000х70              | - |   |
| Східний (Ульяновськ)            | ЗАТ «Авіастар-СП» | Бетон 5000х105                   | - |   |
| Максимівка (Уфа)                | ВАТ «Уфімське моторобудівне виробниче об'єднання» |                                  | - |   |

## Гідроаеродроми експериментальної авіації
Крім сухопутних аеродромів, в експериментальній авіації РФ експлуатуються три гідроаеродроми (Геленджик, Таганрог, Дубна), статус яких визначається Водним кодексом Російської Федерації.

## Колишні аеродроми експериментальної авіації
- Саратов-Південний (закритий у 2010 році).
- Сонцеве (закритий на початку 1990-х років, використовується як гелікоптерний майданчик).